# Пушечная улица
Пу́шечная улица — старинная улица в центре Москвы в Мещанском районе между Неглинной улицей и Лубянской площадью.

## Происхождение названия
Улица получила название 7 июня 1922 года по находившемуся здесь государеву Пушечному двору (XV—XVIII века), где отливали пушки и колокола (в 1586 году мастером Андреем Чоховым здесь была отлита Царь-пушка весом около 40 т). По свидетельству историков, когда-то улица именовалась Пушечный переулок. Но это название было не единственным.

## История
На плане Пушечного двора и окружающей его местности XVII века часть современной Пушечной улицы (между рекой Неглинной и улицей Рождественка) указана как Екиманская улица — по церкви Иоакима и Анны (не сохранилась). В XIX веке улица (уже в современном протяжении) носила название Софийка — по церкви Софии Премудрости Божией. Первоначальная деревянная церковь была построена в конце XV века переселенцами из Новгорода; перестроена в камне в 1692 году.

## Описание
Пушечная улица начинается от Неглинной, проходит на восток, пересекает Рождественку и выходит на Лубянскую площадь.

## Здания и сооружения
По нечётной стороне:
- № 3/12 — Пассаж Попова (1883, архитектор И. Ф. Червенко)[2]. Ранее имел сквозной проход на Кузнецкий Мост. Ныне в здании — Русский национальный музей; учебный центр салон «Бурда Моден» и торговый дом «Бурда Моден»;
- № 5 — Здание банка (1914—1915, архитектор В. И. Ерамишанцев)[2]
- № 7/5 — Доходный дом Суздальского подворья (1886, архитекторы В. П. Гаврилов, В. Н. Карнеев), сейчас — Музей экслибриса; Московский клуб любителей миниатюрных книг; Международный союз общественных объединений книголюбов; Московский институт национальных и региональных отношений;
- № 9/6/20 — Доходный дом Торлецкого — Захарьина. С середины XIX века до 1914 года в доме находился Немецкий клуб[1][2]. Часть здания со стороны Пушечной улицы занимает Центральный дом работников искусств (ЦДРИ) (XIX в., 1930-е, архитектор А. В. Власов)[3].
- № 15 — Храм Софии Премудрости Божией у Пушечного двора.

По чётной стороне:
- № 2/6 — Военно-сиротское училище (1822, архитектор О. И. Бове). С 1863 года здесь располагается театральное училище, ныне — Высшее театральное училище имени М. С. Щепкина[2]
- № 4, стр. 1 — Гостиница «Альпийская роза» (доходный дом княгини О. А. Туркестановой) (кон. XVIII в.; 1901—1902, архитектор А. А. Остроградский[4], строительство осуществлял П. П. Висневский)[3][5], в настоящее время — ФКП «Росгосцирк»[6] (включая находящийся во дворе № 4, стр. 3);
- № 4, стр. 2 — Доходный дом с рестораном «Альпийская роза» (1911—1912, инженер П. П. Висневский, при участии А. А. Веснина; 1924 — переделка интерьеров, архитектор И. Тиурин)[3][7], сейчас —  концертная площадка ГБУК «Москонцерт»[8].
- № 6/3 — Дом страхового общества «Саламандра» с гостиницей и рестораном «Савой» (1912—1913, архитектор В. А. Величкин)[3][2].
- далее весь квартал между Рождественкой и Лубянской площадью задний фасад здания магазина «Детский мир» (1957—1963, архитектор А. Н. Душкин)[9]. Во время реконструкции 2008—2015 годов внутреннее архитектурное решение и интерьеры были практически полностью изменены. В настоящее время здание занимает магазин «Центральный детский магазин на Лубянке». Ранее на этом месте стоял Лубянский пассаж (1883, архитектор А. Г. Вейденбаум), имевший сквозной проход на Театральный проезд.